# 神山知也
神山知也（かみやま ともや、1988年2月21日 - ）は、日本の陸上競技選手。専門は短距離走。栃木県出身。作新学院高等学校卒業。
自己ベストは200m:20秒69

## 経歴
- 2005年、全国高等学校総合体育大会陸上競技大会で準決落ち[要説明]
- 2006年、作新学院大学総合政策学部に入学。
- 2007年、ユニバーシアードで3位入賞[要説明]。世界陸上大阪大会で200mに出場。

## 関連人物
- 塩田徹
- 宇賀地強